# 다카라베정
다카라베정(일본어: 財部町)은 일본 가고시마현 소오군에 존재했던 정이다. 이전은 히가시소오군

## 지리
가고시마현 북동부에 위치하고 있으며, 현청 소재지인 가고시마시까지는 63km 떨어져 있다. 북쪽과 동쪽은 미야자키현 미야코노조시, 남쪽은 스에요시정, 서쪽은 고쿠분시, 기리시마정, 후쿠야마정이 인접해 있다. 총 면적은 115.72km2이다.

## 역사
- 1889년 4월 1일 - 정촌제 시행으로 히가시소오군 다카라베촌이 성립하였다.
- 1897년 4월 1일 - 히가시소오군, 미나미모로카타군과 합병해 소오군이 되었다.
- 1926년 - 정으로 승격해 다카라베정이 되었다.
- 2005년 7월 1일 - 스에요시정, 오스미정과 합병해 소오시가 되어 소멸하였다.

## 교통

### 철도
- 규슈 여객철도 닛포 본선

### 도로
- 히가시큐슈 자동차도
- 국도 10호선

## 참고 문헌
- 角川日本地名大辞典編纂委員会,『角川日本地名大辞典 鹿児島県』1983, 角川書店